# 199-й окремий гвардійський дальній розвідувальний авіаційний полк (СРСР)
199-й окремий гвардійський дальній розвідувальний Брестський авіаційний полк (199 гв. ОДРАП) — військове формування ВПС СРСР, яке існувало у 1943—1992 роках.
Після розпаду СРСР у 1992 році полк увійшов до складу Збройних сил України як 199-й окремий гвардійський дальній розвідувальний авіаційний полк.

## Історія

### Друга світова війна
Полк був сформований 1 листопада 1943 року на літаках A-20G на аеродромі Кратово Московської області. Полк отримав найменування 113 авіаційний полк нічних мисливців-блокувальників дальньої дії і в складі 4 гв. бак приступив до бойових дій.
Після формування полк застосовувався для придушення засобів ППО перед нанесенням бомбардувальних ударів по важливих об'єктах противника. За мужність і героїзм особового складу полк був перетворений в 27 гвардійський авіаполк. За участь в Білоруській операції і успішне виконання завдань командування полку присвоєно почесне найменування «Брестський».

### Післявоєнний період
У 1946 році 27 гв. бап увійшов до складу Дальньої авіації і був реорганізований у 199 гвардійський окремий розвідувальний Брестський авіаполк (ОДРАП).
У 1953 році полк перевчився на літак Ту-4, постійним місцем базування став аеродром Ніжин.
У жовтні 1956 року полк переозброїли на дальній реактивний розвідник Ту-16Р. Льотна майстерність екіпажів удосконалювалася на навчаннях і маневрах.
З 1964 року особовий склад полку експлуатував надзвукові літаки розвідники Ту-22Р і Ту-22П.
Основне завдання полку — ведення теплової, радіолокаційної, радіотехнічної і аерофоторозвідки на сухопутних і морських ТВД. Полк брав участь у більшості великих і спеціальних навчаннях Міністерства оборони. Особовий склад успішно виконував поставлені завдання.
Після розпаду СРСР у 1992 році полк увійшов до складу Збройних сил України як 199-й окремий гвардійський дальній розвідувальний авіаційний полк.

## Оснащення
На 1991 рік:
- 30 од. Ту-22РД та Ту-22УД[2]